# Paweł Klimczak
Paweł Klimczak (ur. 20 sierpnia 1973 w Poznaniu) – polski gitarzysta i kompozytor, grający m.in. w zespołach Armia, Lombard, 2Tm2,3, Syndicate, a także projekcie solowym Tomasza Budzyńskiego.
26 stycznia 2007 roku zdał ostatni egzamin państwowy na zawodowego pilota liniowego. W następstwie tego Klimczak zrezygnował z grania w Lombardzie. W kwietniu 2010 zakończył współpracę z zespołem Armia. Od 2007 pilot PLL LOT.

## Dyskografia
Syndicate
- 1999 Head Over Heels

2Tm2,3
- 1999 2Tm2,3
- 2000 Pascha 2000

Armia
- 1999 Antiarmia („She is a Punk Rocker” i „YYZZ”)
- 1999 Triodante („Nie dotykając ziemi”)
- 2000 Soul Side Story
- 2003 Pocałunek mongolskiego księcia
- 2005 Ultima Thule
- 2006 Koncert na XX-lecie
- 2007 Przystanek Woodstock 2004
- 2009 Der Prozess
- 2009 Freak

Lombard
- 2000 Deja’Vu
- 2002 20 lat – koncert przeżyj to sam